# GAZ-51
De GAZ-51 (Russisch: ГАЗ-51) is een vrachtwagen van Gorkovski Avtomobilny Zavod (GAZ, Russisch: Горьковский автомобильный завод; [Gorkovski Avtomobilny Zavod]; "Automobielfabriek van Gorki", ГАЗ). GAZ is een Russische autofabriek in Nizjni Novgorod en onderdeel van de groep GAZ. De fabriek startte in 1929 als NNAZ, een samenwerkingsverband tussen Ford en de Sovjet-Unie.

## Ontwikkeling
In 1937 werd met de ontwikkeling gestart van een universeel inzetbare vrachtwagen met een laadvermogen van 2,5 ton. De eerste prototypen werden in 1939 opgeleverd en de tests werden in 1941 succesvol afgesloten. Vanwege de start van de Tweede Wereldoorlog werden de werkzaamheden stopgezet en pas in 1946 pakte GAZ de productie op.

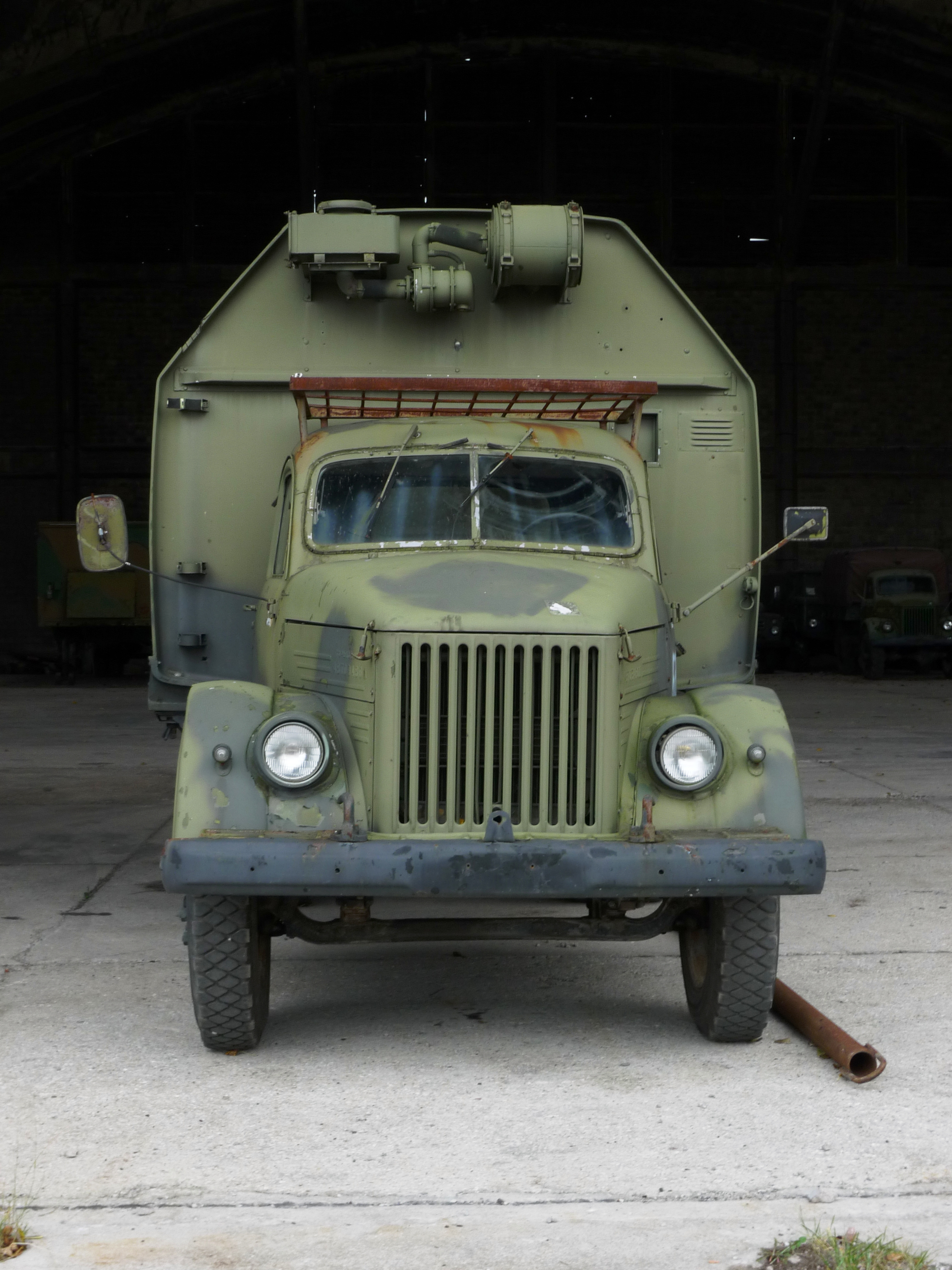
GAZ-51 met vaste cabine opbouw

Tijdens de oorlog had men kennisgenomen van Amerikaanse militaire voertuigen die onder de Leen- en Pachtwet waren geleverd. Men besloot de GAZ-51 aan te passen en ook een vierwielaangedreven versie, de GAZ-63, te gaan produceren.
Vanaf 1955 werd aan een verbeterde versie gewerkt; vanaf begin jaren zestig werd de GAZ-53 ingevoerd en deze verving de GAZ-51. Tot 1975 werden ongeveer 3,5 miljoen stuks van deze voertuigen geproduceerd. Buiten Rusland werd het voertuig ook gemaakt in Polen, China en Noord-Korea.

## Beschrijving
De GAZ-51 had een torpedostuurcabine. De 6-cilinder benzinemotor had een cilinderinhoud van 3,5 liter. Het vermogen was 70 pk bij 2.800 toeren per minuut. Het voertuig had alleen aandrijving op de achterwielen (4x2). De brandstoftank had een capaciteit van 90 liter brandstof hetgeen het voertuig een bereik gaf van circa 840 kilometer.
Personenauto's:
GAZ-A ·
GAZ-M1 ·
GAZ-M415 ·
GAZ 12 ZIM ·
GAZ-13 Tsjaika ·
GAZ-14 Tsjaika ·
GAZ M20 Pobeda ·
GAZ M21 Volga ·
GAZ-22 Volga ·
GAZ 24 Volga ·
GAZ 31 Volga ·
GAZ-3102 Volga ·
GAZ-3110 Volga ·
GAZ-31105 Volga ·
GAZ-61 ·
GAZ-64 ·
GAZ-67 ·
GAZ-69 ·
GAZ-M72 ·
GAZ Volga Siber

Bestelauto's:
GAZelle ·
GAZelle-Business ·
GAZelle NEXT

Vrachtauto's:
GAZ-AA ·
GAZ-4 · 
GAZ-AAA ·
GAZ-MM ·
GAZ-21 ·
GAZ-S1 ·
GAZ-410 ·
GAZ-42 ·
GAZ-44 ·
GAZ-51 ·
GAZ-93 ·
GAZ-52 ·
GAZ-53 ·
GAZ-55 ·
GAZ-56 ·
GAZ-60 ·
GAZ-62 ·
GAZ-63 ·
GAZ-65 ·
GAZ-66 ·
GAZ-3307 ·
GAZ-3308 Sadko ·
GAZ-3309 ·
GAZ-3310 Waldai ·
GAZon NEXT ·
Sadko NEXT

Autobussen:
GAZ-03-30 ·
GAZ-05-193 ·
GZA-651 ·
GAZelle City

Militaire voertuigen:
BA-3/6 ·
BA-64 ·
BA-10 ·
BA-20 ·
BRDM-1 ·
BRDM-2 ·
BTR-40 ·
BTR-60 ·
BTR-70 ·
BTR-80 ·
BTR-90 ·
GAZ-46 ·
GAZ-2330 ·
GAZ-2975 Tigr ·
GAZ-34039 ·
GAZ-3409 ·
GAZ-3937 ·
GAZ-5903 ·
GT-S ·
GT-SM ·
SU-76 ·
T-38 ·
T-60 ·
T-70 ·
T-80 ·
GAZ-3344 ·
GAZ-3351 ·
VPK-3927 Wolk